# دانشگاه هندوی بنارس
دانشگاه هندوی بنارس (به هندی: काशी हिन्दू विश्‍वविद्यालय) که پیشتر کالج هندوی مرکزی خوانده می‌شد، یک دانشگاه مرکزی است که در بنارس، اوتار پرادش کشور هند واقع شده‌است. این دانشگاه در سال ۱۹۱۶ توسط مادان موهان مالاویا و با همکاری آنی بسانت تأسیس شد و با داشتن بیش از ۳۰٬۰۰۰ دانشجو در دانشگاه، بزرگترین دانشگاه مسکونی آسیا است.
پردیس اصلی دانشگاه در زمینی به مساحت ۵۳۰ هکتار که توسط پرابو نارایان سینگ، حاکم موروثی بنارس اهدا شده، ساخته شده‌است. پردیس جنوبی، با بیش از ۱۱۰۰ هکتار مساحت، میزبان مرکز علوم کشاورزی است و در بارکاچا در بخش میرزاپور، در حدود ۶۰ کیلومتری بنارس واقع شده‌است.
دانشگاه هندوی بنارس از ۶ مؤسسه، ۱۴ دانشکده و حدود ۱۴۰ گروه آموزشی تشکیل شده‌است. در سال ۲۰۱۷، کل دانشجویان ثبت نام کرده در دانشگاه ۲۷٬۳۵۹ نفر از ۴۸ کشور جهان بود. این دانشگاه بیش از ۷۵ خوابگاه برای دانشجویان غیربومی دارد.

## موسسات
موسسات تحت پوشش این دانشگاه به شرح زیر می‌باشند:
- مؤسسه فناوری هند، بنارس
- موسسه علوم
- موسسه علوم کشاورزی
- موسسه علوم پزشکی
- موسسه محیط زیست و توسعه پایدار
- مؤسسه مطالعات مدیریز

## دانشکده‌ها
دانشکده‌های این دانشگاه شامل موارد زیر می‌شوند:
- دانشکده هنر
- دانشکده آیورودا
- دانشکده بازرگانی
- دانشکده آموزش
- دانشکده حقوق
- دانشکده علوم اجتماعی
- دانشکده هنرهای تجسمی
- دانشکده هنرهای نمایشی
- دانشکده ویدیا دارما ویجنان سانکایا

## نگارخانه

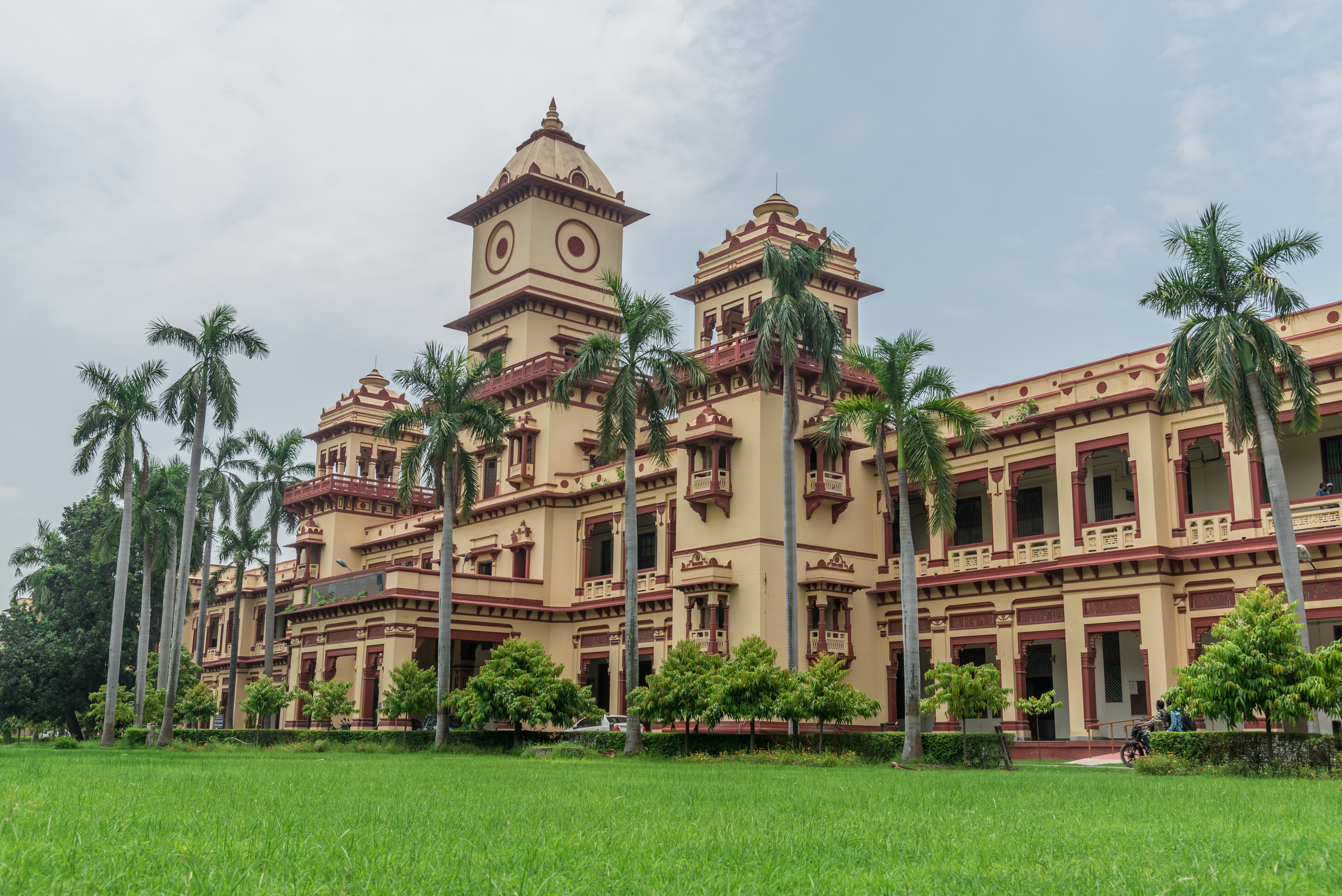
ساختمان گروه مهندسی الکتریک
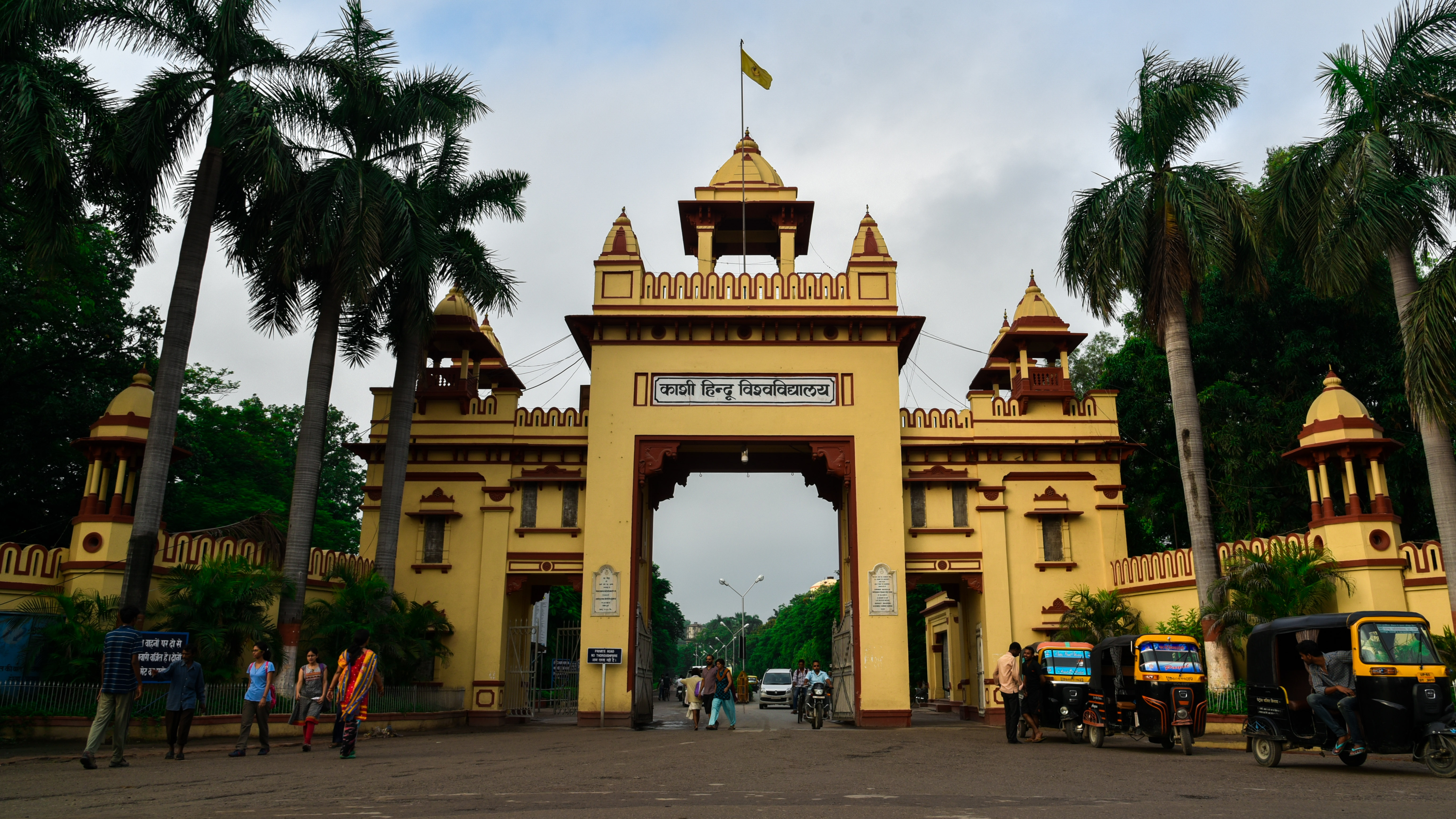
سردر دانشگاه
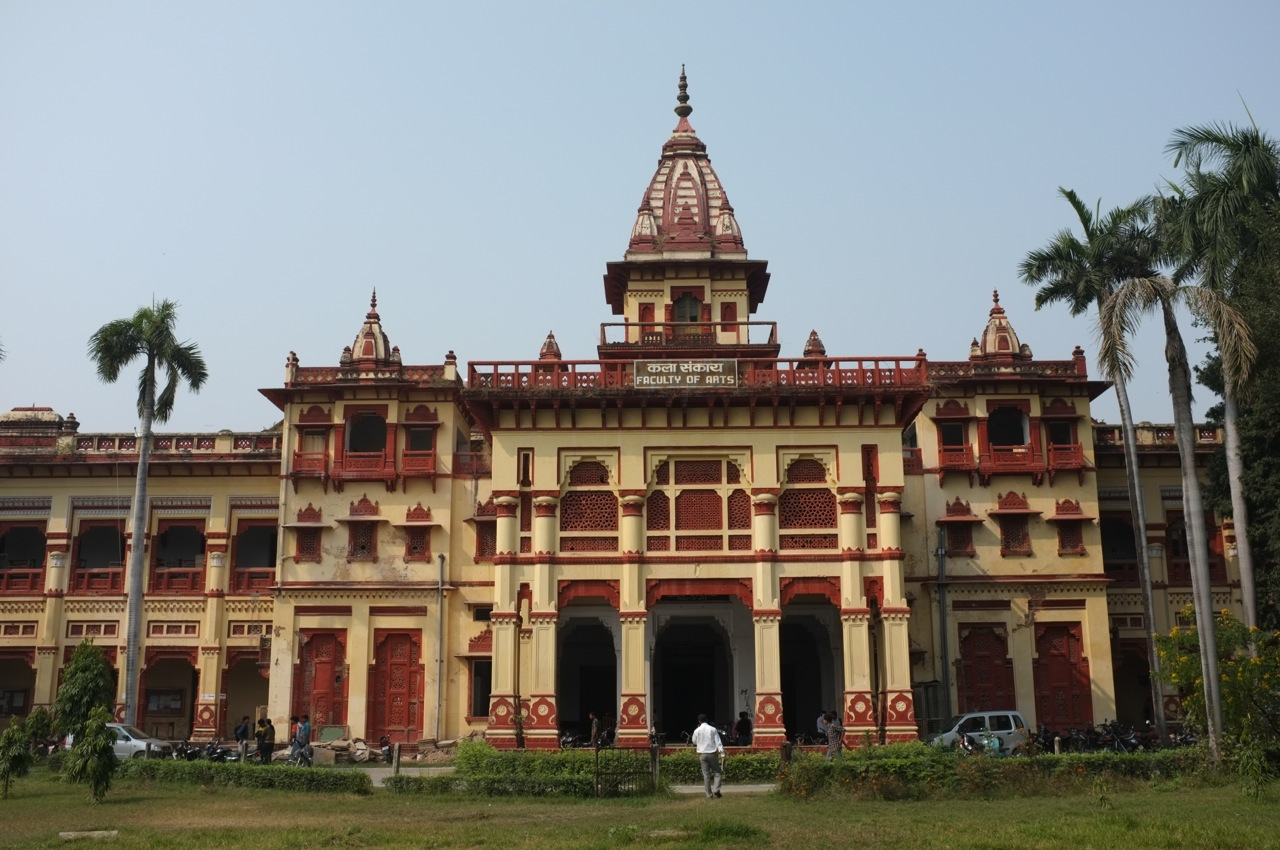
دانشکده هنر
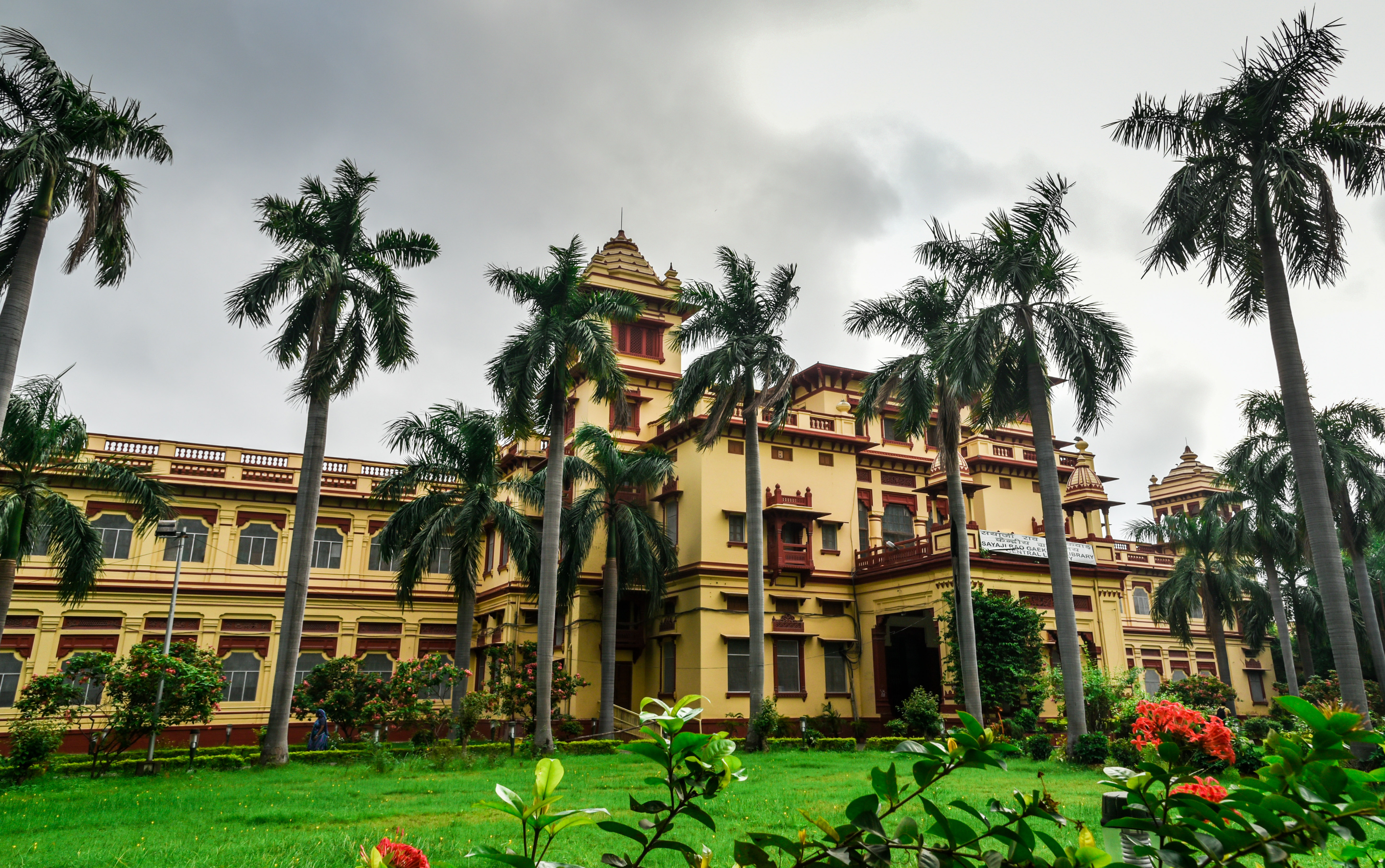
کتابخانه مرکزی
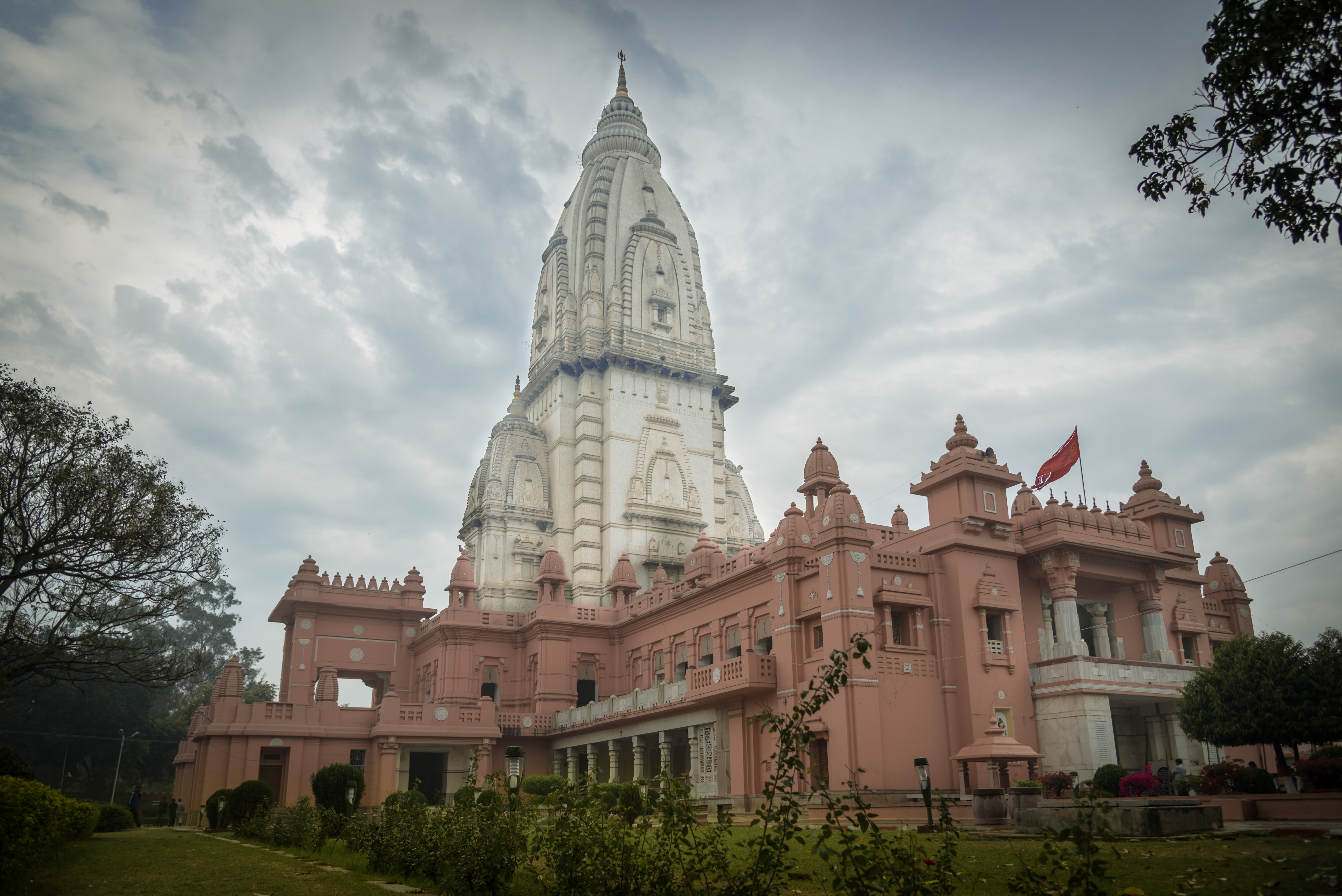
معبد هندوی دانشگاه که دارای بلندترین برج معبد جهان است.
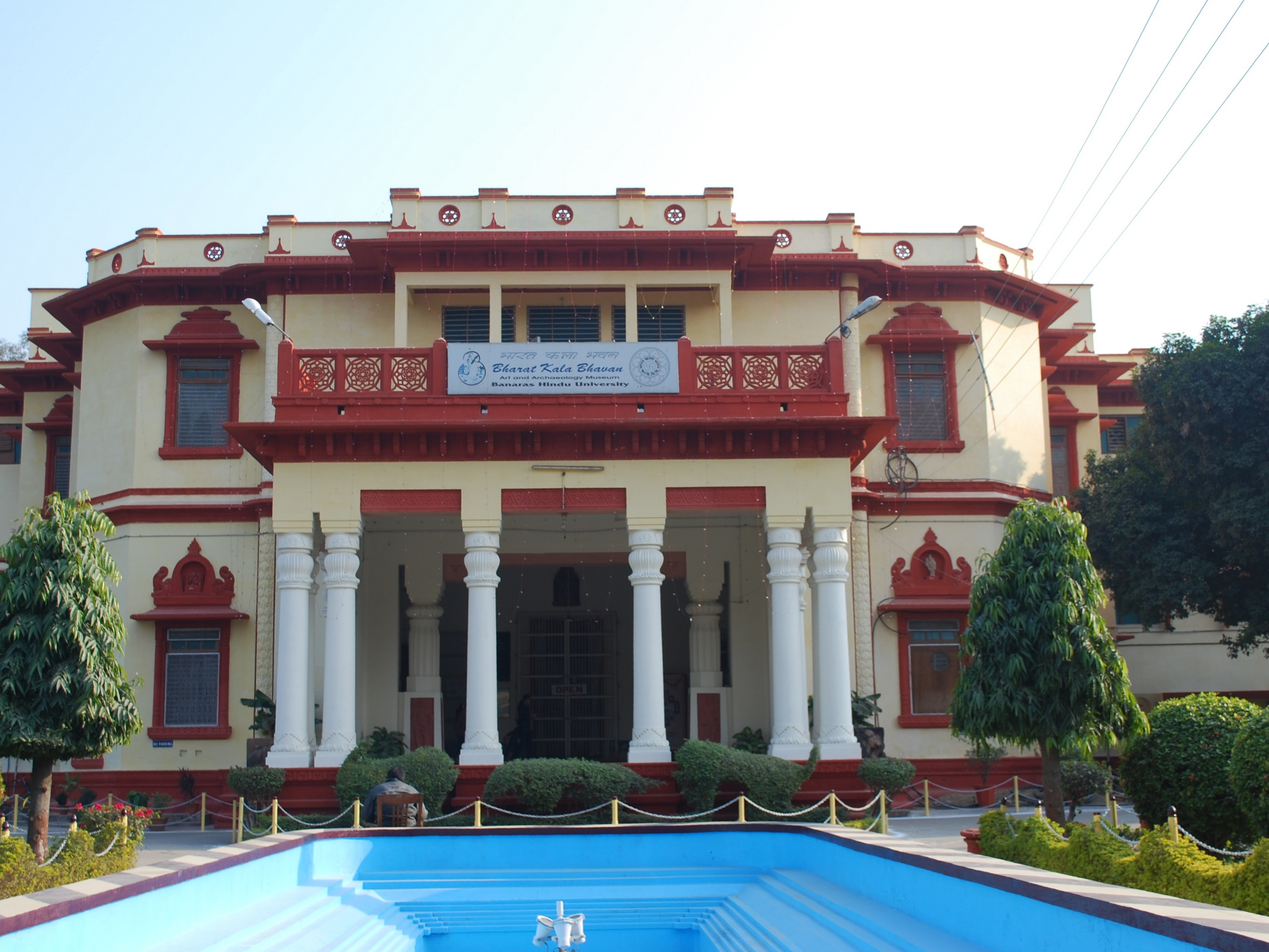
موزه دانشگاه